# KiKi Layne
KiKi Layne   (Cincinnati, 10 de desembre de 1991) és una actriu estatunidenca. És coneguda per la seva actuació trencadora en la pel·lícula del 2018 El blues de Beale Street.

## Primers anys
Layne és de Cincinnati, Ohio. Va obtenir un BFA en interpretació a The Theatre School de la Universitat DePaul el 2014.
En declaracions a Vanity Fair el 2018, Layne va explicar que sempre estava actuant de petita i que la seva pel·lícula preferida de petita era El rei lleó. Va dir: "Jo la veia cada dia i creava històries extravagants amb les meves Barbies i els meus animals de peluix".

## Carrera
El seu primer paper d'actuació de va ser amb Lena Waithe al pilot de la sèrie dramàtica The Chi, rodada el 2015.
Ha modelat per a la marca de moda Kate Spade New York.
El paper més destacat va ser al drama del 2018 de Barry Jenkins El blues de Beale Street. Va protagonitzar l'adaptació a la pantalla del 2019 de la novel·la Native Son de Richard Wright de 1940 i The Old Guard al costat de Charlize Theron el 2020, dirigida per Gina Prince-Bythewood.
Layne va aparèixer a Voices del compositor Max Richter, que s'inspirava en la Declaració Universal dels Drets Humans i comptava amb una orquestra "al revés", un concepte que va desenvolupar per reflectir la seva consternació davant la política de la postveritat al segle XXI. L'àlbum conté lectures de la Declaració d'Eleanor Roosevelt i Layne, amb 70 lectures més d'arreu del món.
El 2021, es va unir al repartiment juntament amb Eddie Murphy a la seqüela d'Amazon Prime Video Coming 2 America.
Layne interpreta la detectiu Ellie Steckler a Chip 'n Dale: Rescue Rangers.

## Filmografia
| Any  | Títol                      | Paper       | Notes |
| ---- | -------------------------- | ----------- | --- |
| 2015 | Veracity                   | Olivia      | Curt |
| 2016 | Chicago Med                | Emmie Miles | Episodi: "Soul Care" |
| 2018 | If Beale Street Could Talk | Tish Rivers | Nominada — Alliance of Women Film Journalists Award for Best Breakthrough Performance Nominada — Gotham Independent Film Awards for Breakthrough Actor Nominada — Washington D.C. Area Film Critics Association Award for Best Ensemble |
| 2019 | Native Son                 | Bessie      | |
| 2019 | Captive State              | Carrie      | |